# Municipio de Franklin (condado de Cass)
El municipio de Franklin (en inglés: Franklin Township) es un municipio ubicado en el condado de Cass en el estado estadounidense de Iowa. En el año 2010 tenía una población de 331 habitantes y una densidad poblacional de 3,69 personas por km².

## Geografía
El municipio de Franklin se encuentra ubicado en las coordenadas 41°22′23″N 94°51′50″O / 41.37306, -94.86389. Según la Oficina del Censo de los Estados Unidos, el municipio tiene una superficie total de 89.76 km², de la cual 89,58 km² corresponden a tierra firme y (0,2 %) 0,18 km² es agua.

## Demografía
Según el censo de 2010, había 331 personas residiendo en el municipio de Franklin. La densidad de población era de 3,69 hab./km². De los 331 habitantes, el municipio de Franklin estaba compuesto por el 99,09 % blancos, el 0,3 % eran asiáticos y el 0,6 % eran de una mezcla de razas. Del total de la población el 0 % eran hispanos o latinos de cualquier raza.